# Ogy
Ogy är en kommun i departementet Moselle i regionen Grand Est (tidigare regionen Lorraine) i nordöstra Frankrike. Kommunen ligger i kantonen Pange som tillhör arrondissementet Metz-Campagne. År 2018 hade Ogy 468 invånare.

## Befolkningsutveckling
Antalet invånare i kommunen Ogy
| Referens: INSEE |